# Johan Tungel
Johan Tungel, född 1637 i Sankt Nikolai församling, Stockholm, död 24 november 1708, var en svensk lagman.

## Biografi
Johan Tungel föddes 1637 och döptes 31 maj samma år i Sankt Nikolai församling, Stockholm. Han var son till hovkanslern Nils Nilsson Tungel och Catharina Carlsdotter Kuut eller Rosenstielke. Tungel blev 24 december 1653 student vid Uppsala universitet och 30 mars 1674 assessor i Kommerskollegium. Han blev 18 juni 1674 sändebud till Brabant och tog 23 juni 1679 avsked från tjänsten som assessor i Kommerskollegium. Tungel blev 30 mars 1680 marskalk på ambassaden till ryska gränsen och blev 24 januari 1695 lagman i Tiohärads lagsaga. Han avled 1708.

### Egendom
Innehade Ånga herrgård i Svärta socken.

### Familj
Tungel gifte sig första gången 8 oktober 1695 på Ulvåsa i Ekebyborna socken med friherrinnan Charlotta Eleonora Sparre (1660–1697), dotter till generalen Carl Larsson Sparre och Catharina Lucia von Minningerode. De fick tillsammans barnen Catharina Charlotta Tungel (1696–1723) som var gift med kaptenen Carl Julius von Porten och Eleonora Gustaviana Tungel (1697–1735) som var gift med generalmajoren Gustaf Abraham Piper.
Han gifte sig andra gången med Anna Kruse af Elhammar (död 1724), dotter till ryttmästaren Sivard Kruse af Elghammar och Catharina Rosenhane.